# Mélyvízi bomba

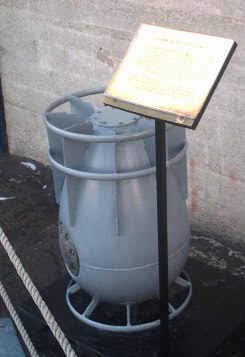
Az Egyesült Államok második világháborús Mark IX nevű mélyvízi bombája. Áramvonalas és forgást biztosító bordákkal volt felszerelve, ami lehetővé tette, hogy a bomba egyenes pályán lemerüljön, és kisebb eséllyel sodródjon el a célponttól. Ez a mélységi töltet 200 lb Torpex robbannóanyagot tartalmazott.

A mélységi bomba vagy mélyvízi bomba egy tengeralattjáró elleni fegyver, amelyet tengeralattjárók megsemmisítésére terveztek úgy, hogy a célpont közelében a vízben felrobbantják, és pusztító hidraulikus ütésnek teszik ki, vagyis a keletkező víznyomást használják ki. A legtöbb mélyvízi bombában erős robbanóanyagot használnak, amelynek gyújtószerkezete úgy van beállítva a töltet felrobbantására, hogy a felszíntől egy meghatározott mélységben lépjen működésbe. A mélységi tölteteket hajókról (általában gyors, mozgékony felszíni harcosok, például rombolók vagy fregattok), járőrrepülőgépekről és helikopterek dobhatják le.
A mélységi bombákat az első világháború alatt fejlesztették ki, és ez volt az egyik első hatásos módszer a tengeralattjárók támadására a vízfelszín alatt. Széles körben használták őket az első és a második világháborúban, és a hidegháború korában is számos haditengerészetnél a tengeralattjáró elleni fegyverzet részei maradtak, majd később nagyrészt felváltották őket a tengeralattjáró-elhárító torpedókkal.
A nukleáris robbanófejjel ellátott mélységi bombát „mélységi atombombának” is nevezik. 
Ezek úgy tervezték, hogy ledobják őket egy járőrrepülőről, vagy egy tengeralattjáró-elhárító rakétával egy felszíni hajóról vagy egy másik tengeralattjáróról telepítsék őket biztonságos távolságra. Az 1990-es évek végére az Egyesült Államok, az Egyesült Királyság, Franciaország, Oroszország és Kína minden nukleáris tengeralattjáró-ellenes fegyvert kivont a hadiszolgálatból. Hagyományos fegyverekkel váltották őket, pontossága és hatótávja a tengeralattjáró ellenes technológia fejlődésével széleskörű javult.

## Fordítás
Ez a szócikk részben vagy egészben  a   Depth charge című angol Wikipédia-szócikk ezen változatának fordításán alapul.  Az eredeti cikk szerkesztőit annak laptörténete sorolja fel. Ez a jelzés csupán a megfogalmazás eredetét és a szerzői jogokat jelzi, nem szolgál a cikkben szereplő információk forrásmegjelöléseként.

## Felhasznált irodalom
- David Jordan: Farkasfalka (A tengeralattjáró-háború és a szövetséges ellentámadás 1939-1945) - 20. századi hadtörténet. Hajja és Fiai Kiadó, 2003
- Scheer, Reinhard. Germany’s High Sea Fleet in the World War. London, New York, Toronto, Melbourne: Cassell and Company, ltd. (1920) (Part III – The U-Boot Campaign; 215-368. o.)
- Schröder, Joachim. Die U-Boote des Kaisers. Die Geschichte des deutschen U-Boot-Krieges gegen Großbritannien im Ersten Weltkrieg, (= Subsidia Academica. *Reihe A: Neuere und neueste Geschichte. Bd. 3)., Bonn: Bernard und Graefe (2003). ISBN 3-7637-6235-3
- Scheurer, Adolf. Bewaffnete Handelsschiffe im Weltkriege, Eine Denkschrift Unter Benutzung amtlichen Materials, Berlin: *Julius Springer (1919). ISBN 978-3642472787 (a császári német kormányzat emlékirata a felfegyverzett kereskedelmi hajókról)
- Busuttil, James J.. Naval Weapons Systems and the Contemporary Law of War. Oxford: Clarendon Press (1998). ISBN 0-19-826574-3
- McCartney, Innes. British Submarines 1939-45. Oxford: Osprey Publishing (2006). ISBN 978-1-84603-007-9